# Volby do Sněmovny národů Federálního shromáždění 1986
Volby do Sněmovny národů Federálního shromáždění 1986 se konaly v Československu 23. a 24. května 1986. 

## Popis voleb a dobových souvislostí
Šlo o součást voleb do zastupitelských orgánů ČSSR, v nichž se volili poslanci na místní, okresní, krajské, republikové (ČNR, SNR) i federální úrovni. Šlo o čtvrté volby do Sněmovny národů Federálního shromáždění pro provedení federalizace Československa a čtvrté volby konané v Československu po invazi vojsk Varšavské smlouvy roku 1968 a nástupu normalizace. Zároveň šlo o poslední volby před sametovou revolucí.
Volby skončily jednoznačným vítězstvím jednotné kandidátní listiny Národní fronty, která získala do Sněmovny národů 99,94 % hlasů.

## Volební obvody
- Federální shromáždění – celkem 350 členů (poslanců), z toho:
  - Sněmovna národů – 150 volebních obvodů, 1 obvod = 1 poslanec (75 ČSR a 75 SSR)

## Volební výsledky
| Subjekt                        | Počet hlasů celkem | Volební účast v % | Hlasů pro Národní frontu | Platné v % | Počet mandátů |
| ------------------------------ | ------------------ | ----------------- | ------------------------ | ---------- | ------------- |
| Národní fronta Čechů a Slováků | 10 884 947         | 99,39 %           | 10 870 962               | 99,94      | 150           |

Ve volbách mohlo volit celkem 10 950 675 oprávněných voličů. Z nich se voleb zúčastnilo 10 884 947 voličů a pro kandidátku Národní fronty hlasovalo 10 870 962 voličů.

## Zvolení poslanci
Ze 150 členů (poslanců) bylo ve Sněmovně národů:
podle pohlaví
- 44 žen
- 106 mužů

podle věku
- 25 do 35 let
- 125 nad 35 let